# Elizabeth Philpot
Pour les articles homonymes, voir Philpot.
Elizabeth Philpot, née en 1780 à Londres et morte en 1857 à Lyme Regis, est une chercheuse de fossiles, une paléontologue amatrice et une artiste britannique. Elle est connue pour sa collaboration et son amitié avec la célèbre chercheuse de fossiles Mary Anning, à Lyme Regis dans le Dorset le long de la côte sud de l'Angleterre. Reconnue dans le milieu des géologues pour ses connaissances sur les fossiles de poissons tout comme pour sa vaste collection de spécimens, d'éminents géologues et des paléontologues de premier plan, dont William Buckland et Louis Agassiz viennent la consulter. Quand Mary Anning découvre que des fossiles de bélemnites contiennent des sacs d'encre, c'est Elizabeth Philpot qui découvre que l'encre fossilisée pouvait être réutilisée avec de l'eau et utilisée pour des illustrations, ce qui devient alors une pratique courante pour les artistes de la région.

## Biographie
Née en 1780, Elizabeth Philpot déménage de Londres pour Lyme Regis en 1805 avec ses sœurs Louise et Margaret. Elles partagent une maison achetée pour elles par leur frère avocat à Londres. Elles y vivent le reste de leur vie. Après leur installation à Lyme, les sœurs Philpot acquièrent une certaine renommée dans la région pour leurs recherches de fossiles mais aussi pour une médication de leur cru, un baume apaisant la douleur (Philpot’s Salt), qu'elles produisent et qu'elles diffusent. Elizabeth Philpot se lie d'amitié avec Mary Anning quand cette dernière est encore une enfant. Malgré une différence d'âge de presque 20 ans et le fait que Mary Anning, issue de la classe ouvrière, est d'un milieu beaucoup plus pauvre, elles deviennent de très bonnes amies et on les voit souvent cherchant des fossiles ensemble. Elizabeth encourage la jeune Mary à lire, à s'instruire en géologie et à comprendre la science cachée dans les fossiles qu'elle trouve et qu'elle vend.

## Collection de fossiles
La vaste collection de fossiles des sœurs Philpot, méticuleusement étiquetée, est utilisée pour des recherches par de nombreux géologues. Les trois sœurs collaborent aux recherches des fossiles et à la mise en ordre de la collection, mais c'est Elizabeth Philpot qui entretient une correspondance avec des géologues de premier plan comme William Buckland, William Conybeare, et Henry De la Beche à propos de la collection. La collection est célèbre pour ses poissons fossiles. Elle comprend aussi des dents fossilisées, que William Buckland assemble avec un célèbre squelette partiel découvert par Mary Anning, ce qui conduit celui-ci à décrire en 1829 le ptérosaure Pterodactylus macronyx (que Richard Owen renomme plus tard Dimorphodon macronyx). 
En 1824, William Conybeare mentionne  l'étude d'un crâne de plésiosaure en possession de « Miss Philpot » dans son célèbre article au sujet du squelette quasi complet d'un plésiosaure découvert en 1823 par Mary Anning.
En 1834, William Buckland prend des dispositions pour que le paléontologue suisse Louis Agassiz vienne travailler à Lyme auprès de Mary Anning et Elizabeth Philpot afin de se procurer et d'étudier des fossiles de poissons trouvés dans la région. Elles lui montrent alors des fossiles de 34 espèces différentes et il est si impressionné par leurs connaissances qu'il écrit dans son journal : « Miss Philpot et Mary Anning ont pu me montrer avec une certitude absolue quelles sont les nageoires dorsales icthyodorulites de requins qui correspondent aux différents types. » Il remercie les deux femmes pour leur aide dans son énorme livre, Recherches sur les poissons fossiles, et il nomme une espèce de poissons fossiles, Eugnathus philpotae, en hommage à Elizabeth Philpot et deux autres en hommage à Mary Anning,.

## Encre des fossiles
En 1826, Mary Anning découvre ce qui semble être une cavité contenant de l'encre sèche dans un fossile de bélemnite. Elle le montre à son amie Elizabeth Philpot qui la rend utilisable en la mélangeant avec de l'eau et qui l'utilise pour illustrer quelques-uns de ses propres fossiles d’ichtyosaures. Puis, rapidement, d'autres artistes locaux font de même après la découverte d'autres cavités à encre fossilisées de cette sorte.

## Héritage
L'importante collection de fossiles des trois sœurs Philpot finit par arriver au musée de l'université d'Oxford. Le musée Philpot (désormais connu sous le nom de Lyme Regis Museum (en)) est construit à Lyme Regis en l'honneur des trois sœurs par leur neveu Thomas Philpot,.

## Biographie romancée et filmée
- La romancière Tracy Chevalier publie en 2009 une biographie romancée de Mary Anning et Elizabeth Philpot sous le titre Remarkable Creatures (HarperCollins, 2009), traduit en français sous le titre Prodigieuses créatures (Paris, éditions Quai Voltaire/ La Table ronde, 2010). En mars 2010 une maison de production australienne acquiert les droits pour un film adapté du roman[12].
- Le film britannique Ammonite de Francis Lee (2020) évoque l'amitié particulière entre Elizabeth Philpot (Fiona Shaw) et Mary Anning (Kate Winslet), la présentant comme une romance lesbienne après la mort du père de Anning, Richard Anning. Dans le film, Mary Anning a également une relation avec Charlotte Murchison (Saoirse Ronan), géologue, épouse de Roderick Murchison, ce qui suscite une polémique car il n'y a aucune information sur l'orientation sexuelle de Mary Anning et d'Elizabeth Philpot, bien que le rôle de cette dernière dans le film soit secondaire et mineur[13].